# Кесс (округ, Техас)
Шаблон:StateAbbr_ 33°04′ пн. ш. 94°21′ зх. д. / 33.07° пн. ш. 94.35° зх. д.
Округ Кесс (англ. Cass County) — округ (графство) у штаті Техас, США. Ідентифікатор округу 48067.

## Історія
Округ утворений 1846 року.

## Демографія
За даними перепису 2000 року загальне населення округу становило 30438 осіб, зокрема міського населення було 5705, а сільського — 24733. Серед мешканців округу чоловіків було 14604, а жінок — 15834. В окрузі було 12190 домогосподарств, 8658 родин, які мешкали в 13890 будинках. Середній розмір родини становив 2,95.
Віковий розподіл населення поданий у таблиці:
| Стать    | До 15 років | 15-21 | 22-29 | 30-39 | 40-49 | 50-65 | 65-85 | Понад 85 |
| -------- | ----------- | ----- | ----- | ----- | ----- | ----- | ----- | -------- |
| Чоловіки | 3157        | 1538  | 1127  | 1843  | 2046  | 2708  | 1979  | 206      |
| Жінки    | 2939        | 1396  | 1290  | 1928  | 2186  | 2932  | 2622  | 541      |

## Суміжні округи
- Бові — північ
- Міллер, Арканзас — північний схід
- Каддо, Луїзіана — південний схід
- Маріон — південь
- Морріс — захід

## Виноски
1. ↑  U.S. Decennial Census. United States Census Bureau. Архів оригіналу за 12 квітня 2013. Процитовано 20 квітня 2015.
2. ↑  Texas Almanac: Population History of Counties from 1850–2010 (PDF). Texas Almanac. Архів оригіналу (PDF) за 26 Лютого 2015. Процитовано 20 квітня 2015.
3. ↑  State & County QuickFacts. United States Census Bureau. Архів оригіналу за 8 Липня 2011. Процитовано 9 грудня 2013.(англ.) Наведено за англійською вікіпедією.
4. ↑  American FactFinder. Бюро перепису населення США. Архів оригіналу за 29 липня 2011. Процитовано 31 січня 2008.

| США | Це незавершена стаття з географії США. Ви можете допомогти проєкту, виправивши або дописавши її. |